# Macroleter
Macroleter è un genere estinto di rettili, appartenente ai pararettili. Visse nel Permiano medio (circa 268 - 265 milioni di anni fa) e i suoi resti fossili sono stati ritrovati in Russia e in Nordamerica.

## Descrizione
Questo animale aveva un cranio lungo circa 8 centimetri e la lunghezza di un esemplare adulto doveva raggiungere i 75 centimetri. Era vagamente simile a una tozza lucertola, ed era dotato di un cranio compatto, piatto e largo, con un'ampia incavatura posteriore; è probabile che questa zona ospitasse una sorta di timpano e che Macroleter fosse in grado di sentire meglio di altri rettili del periodo. I denti erano piccoli e appuntiti.

## Classificazione
Macroleter poezicus, la specie tipo del genere, venne descritta per la prima volta nel 1984 sulla base di resti fossili ritrovati in Russia nella zona di Arkhangelsk. A questa specie sono stati attribuiti i fossili di un esemplare giovanile (precedentemente noto come Tokosaurus perforatus) e provenienti dalla zona di Orenburg (Tsuji et al., 2012). Un'altra specie attribuita a Macroleter è M. agilis, del Permiano medio dell'Oklahoma, inizialmente descritta da Olson nel 1980 come una nuova specie del genere di rettiliomorfi Seymouria (Reisz e Laurin, 2001).

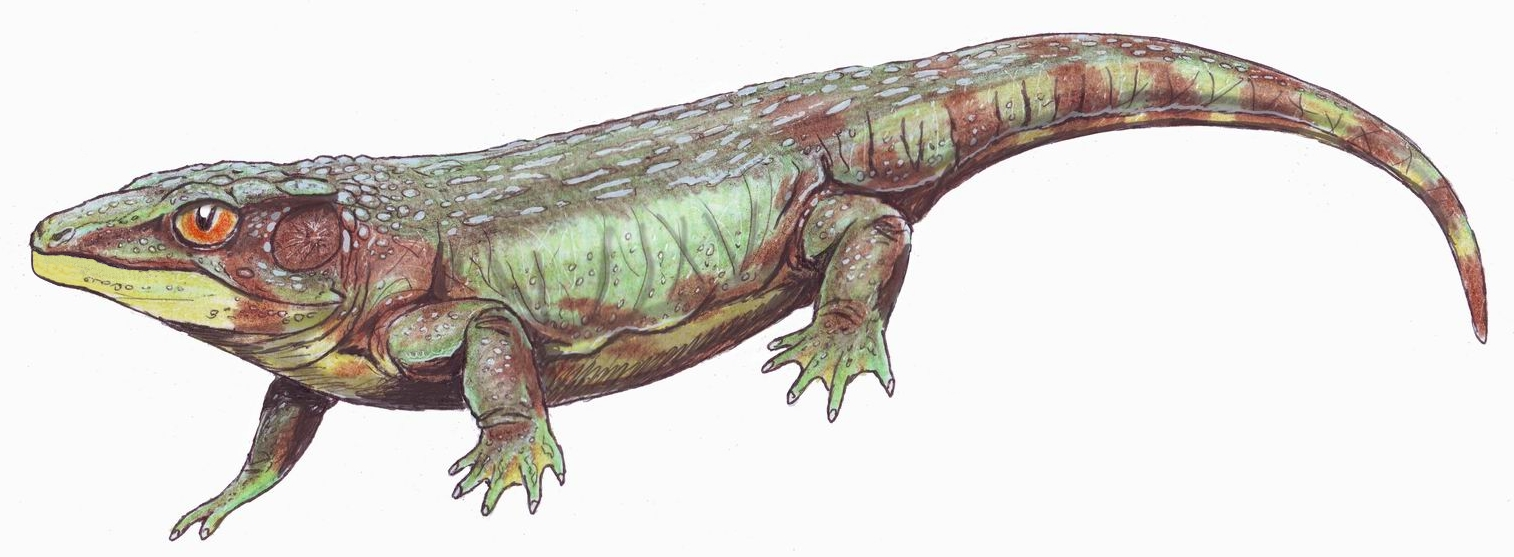
Ricostruzione di Macroleter

Macroleter è un rappresentante dei nicteroleteridi, un gruppo di rettili anapsidi forse imparentati con i millerettidi e i procolofonidi. All'interno dei nicteroleteridi, sembra che Macroleter fosse una forma piuttosto basale, forse ancestrale ai generi Nycteroleter ineptus, Emeroleter levis e Rhipaeosaurus.

## Paleobiologia
I piccoli denti aguzzi di Macroleter fanno supporre che questo animale si nutrisse di piccoli animali come insetti e altri artropodi.